# Conor Pass
Conor Pass o Connor Pass o An Chonair en irlandès és un dels ports de muntanya més alts pels quals passa una carretera asfaltada a l'illa d'Irlanda. Es troba a la carretera R560 al comtat de Kerry, Irlanda.
El coll fa 453 metres d'alçada i connecta An Daingean), a l'extrem sud-oest de la península Corca Dhuibhne), amb la badia de Cé Bhréannain i Caisleán Ghriaire al nord-est.

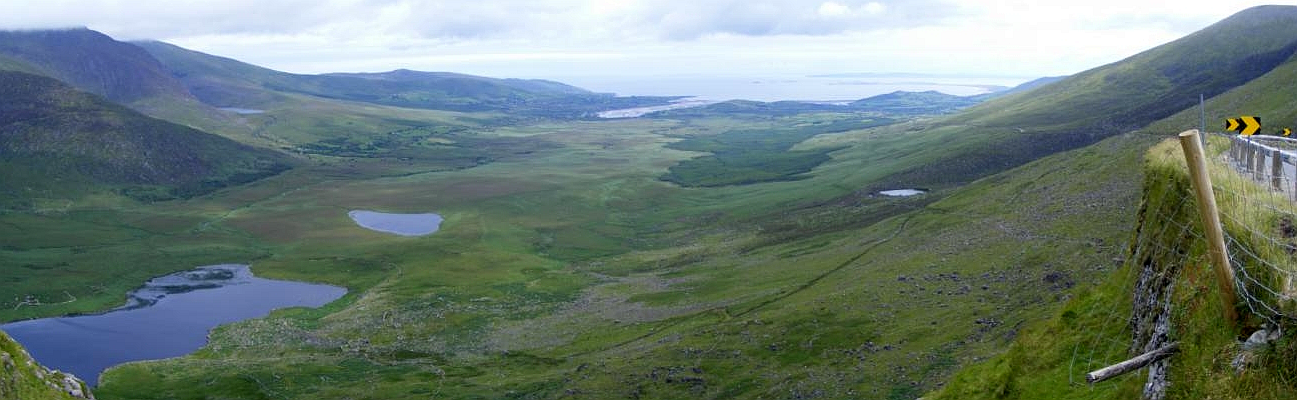
Panorama des del coll

Una carretera asfaltada d'un sol carril amb revolts puja al coll. El viatge es considera un dels més bonics d'Irlanda. La carretera panoràmica que condueix al coll s'enfila al voltant dels penya-segats esmolats i passa per llacs de circs glacials. Els vehicles de més de dues tones de pes tenen prohibit l'ús de la carretera per evitar dificultats de pas.
L'ascens en bicicleta al coll és una de les ascensions més famoses i difícils d'Irlanda.